# Lucy González Parra
Lucy González Parra (ca. 1955) es una atleta argentino que ganó la medalla de plata en atletismo (lanzamiento de bala) en los Juegos Paralímpicos de Toronto 1976. Por sus logros deportivos fue reconocida en Argentina como Maestra del Deporte.

## Carrera deportiva

### Juegos Paralímpicos de Toronto 1976
Lucy González Parra integró la delegación paralímpica argentina enviada a los Juegos Paralímpicos de Toronto 1976 compitiendo en cinco eventos de atletismo y un evento de tenis de mesa adaptado, obteniendo una medalla de plata en lanzamiento de bala. En las demás pruebas González Parra obtuvo los siguientes resultados: lanzamianto de clava (5.ª posición), lanzamiento de disco (6.ª posición), lanzamiento de precisión de clava (10.º posición), slalom en silla de ruedas (11.º posición) y tenis de mesa adaptado individual (3.ª posición).

#### Medalla de plata en lanzamiento de bala
| Atletismo Mujeres Lanzamiento de bala 1A Participantes: 5 | Atletismo Mujeres Lanzamiento de bala 1A Participantes: 5 | Atletismo Mujeres Lanzamiento de bala 1A Participantes: 5 | Atletismo Mujeres Lanzamiento de bala 1A Participantes: 5 | Atletismo Mujeres Lanzamiento de bala 1A Participantes: 5 |
|                                                           | Atleta                                                    | País                                                      | Distancia                                                 |                                                           |
| --------------------------------------------------------- | --------------------------------------------------------- | --------------------------------------------------------- | --------------------------------------------------------- | --------------------------------------------------------- |
| 1                                                         | L. Ckaasen                                                | Sudáfrica                                                 | 2.81                                                      |                                                           |
| 2                                                         | Lucy González Parra                                       | Argentina                                                 | 2.61                                                      |                                                           |
| 3                                                         | Ruth Wendt                                                | Estados Unidos                                            | 2.49                                                      |                                                           |
| Fuente: IPC.                                              |                                                           |                                                           |                                                           |                                                           |